# Blastobasis incuriosa
Blastobasis incuriosa é uma espécie de mariposa do gênero Blastobasis pertencente à família Coleophoridae.